# Надежда фон Мек
Надежда Филаретовна фон Мек (на руски: Надежда Филаретовна фон Мекк; 10 февруари 1831 – 13 януари 1894) е руска благородничка и меценат.

## Живот

### Произход и брак
Още от най-ранно детство баща ѝ Филарет Фроловски възпитава у дъщеря си огромна страст и любов към музиката. На 17 години я омъжват за Карл фон Мек – руски дворянин и предприемач, един от основоположниците на руските железници. От него тя ражда 18 деца, от които до пълнолетие доживяват 11.
Ако през 1860 г. в Русия е имало само 100 км железен път, то само след 20 години, благодарение на дейността на мъжа ѝ те вече са повече от 15 000 км. Това превръща членовете на семейството му в милионери. Карл фон Мек умира през 1871 г., оставяйки на вдовицата си многобройни имения и няколко милиона рубли.

### Меценат
След смъртта на мъжа си Надежда фон Мек започва да оказва сериозна финансова помощ на Николай Рубинщайн, който по това време е директор на Московската консерватория, и на Клод Дебюси, начинаещ учител по музика по това време.
От 1877 г. започва да подпомага със значителни средства и Пьотр Илич Чайковски (6000 рубли годишно), така че той да успее да напусне Московската консерватория, където работи по това време, и да се посвети изцяло на творчеството си. В писмата си до него тя винаги изтъква колко важна е неговата музика за вътрешния ѝ свят. В знак на признателност Чайковски ѝ посвещава своята 4-та симфония. От скромност обаче тя отказва да бъде сложено името ѝ, така че композиторът го посвещава просто „на моя приятел“. Духовната връзка на Чайковски с Надежда фон Мек е толкова силна, че само благодарение на нея той успява да превъзмогне вродената си неувереност и да продължи да работи, въпреки жестоката критика, която го преследва до края на живота му.
От октомври 1890 г. тя обаче спира финансовата си помощ, тъй като сама изпада в сериозно затруднение. Надежда фон Мек умира в началото на януари 1894 г. от туберкулоза, само два месеца след смъртта на Чайковски.

## Интересни факти
- С Чайковски, Надежда не успява да се види на живо нито веднъж, макар че поддържат усилена кореспонденция и връзка цели 13 години.
- През 1883 г. синът ѝ Николай се жени за племенницата на Чайковски – Ана Давидова.